# Aschaffenburg
Aschaffenburg este un oraș din regiunea administrativă de tip Regierungsbezirk Franconia Inferioară, landul Bavaria, Germania. Este supranumit „Poarta Spessartului”, iar din cauza climei blânde „Nizza Bavariei”, fiind după Würzburg al doilea oraș ca mărime din Franconia Inferioară. Este un oraș district (district urban) (în germană kreisfreie Stadt, oraș care nu ține de vreun district rural). Aschaffenburg este și sediul administrativ al districtului rural Aschaffenburg, din care însă nu face parte. 

## Personalități născute aici
- Auguste de Baden-Baden (1704 - 1726), prințesă, soția lui Louis d'Orléans;
- Ernst Ludwig Kirchner (1880 - 1938), pictor;
- Ursula Schleicher (n. 1933), om politic, europarlamentar;
- Felix Magath (n. 1953), fotbalist, antrenor;
- José Holebas (n. 1984), fotbalist grec;
- Julia Maidhof (n. 1998), handbalistă;
- Mia Zschocke (n. 1998), handbalistă.

## Galerie de imagini

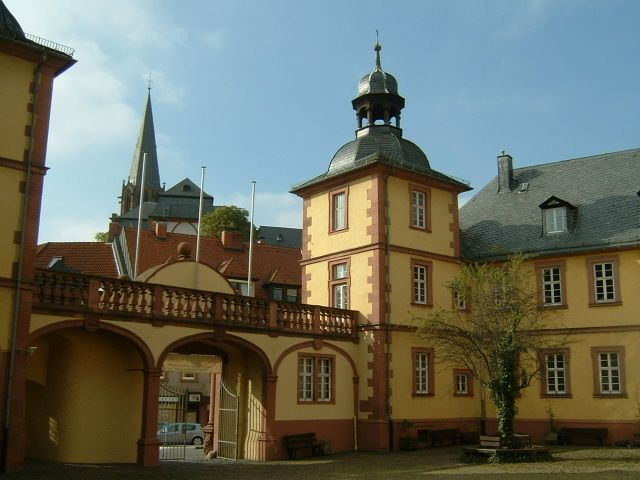
Aschaffenburg
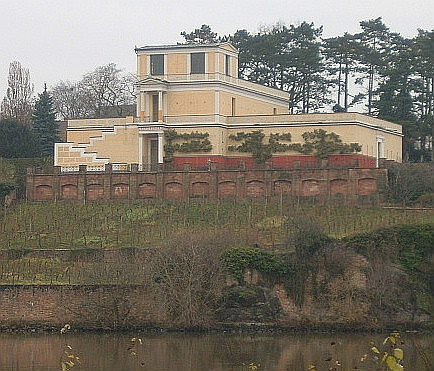
„Pompejanum“ din Aschaffenburg